# Dendrolagus bennettianus
Espèce
Statut de conservation UICN

 NT  : Quasi menacé
Statut CITES
Le dendrolague de Bennett (Dendrolagus bennettianus) est un grand kangourou arboricole.

## Description
Il mesure 50 à 75 cm de la tête à la base de la queue, la queue mesurant 40 à 85 cm. Les mâles pèsent de 10,5 à 14 kg tandis que les femelles pèsent 8 à 10.5 kg. Comme les autres kangourous arboricoles ils ont des pattes avant proportionnellement plus grandes que les autres kangourous terminées par des griffes puissantes et ils ont la possibilité de se déplacer en marchant ou en sautant. Ils peuvent d'ailleurs faire des bonds de 9 m entre 2 arbres ou se laisser tomber d'une hauteur de 18 m sans se blesser. Leur pelage est brun foncé sur le dos, beige au niveau des épaules, du cou et du ventre. Le front et le museau sont gris. Les pattes et l'extrémité de la queue sont noires.

## Distribution et habitat
On le trouve uniquement dans les forêts humides au Nord de Daintree River et au sud de Cooktown dans le Queensland, c’est-à-dire un rectangle de 70km sur 50 km.

## Alimentation
Il se nourrit de feuilles, de lianes, de fruits.

## Mode de vie
C'est un animal arboricole nocturne.

## Galerie

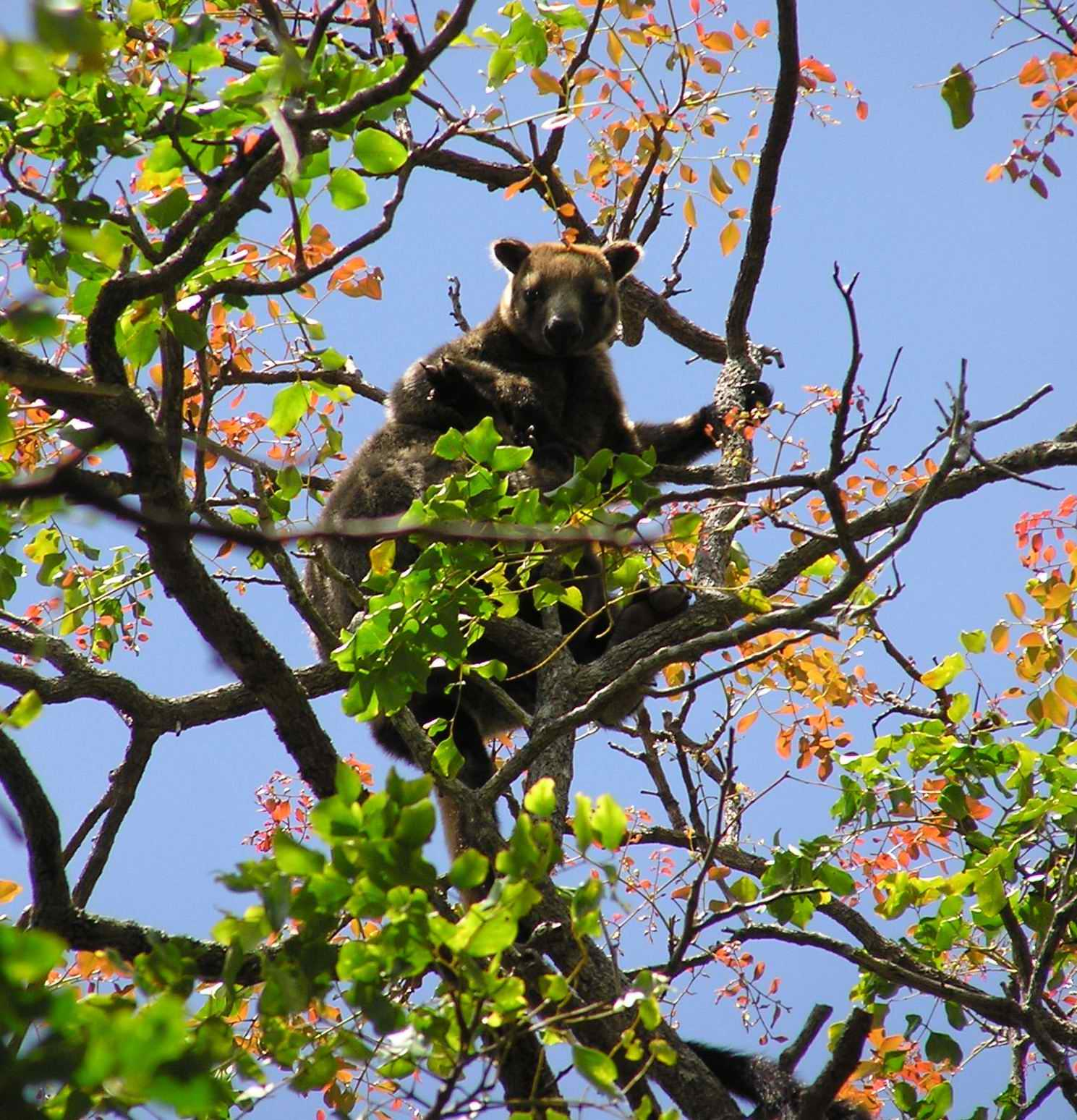
Mère et son petit